# Pareuchontha
Pareuchontha là một chi bướm đêm thuộc họ Notodontidae. Chi này gồm các loài sau:
- Pareuchontha albimargo Miller, 1989
- Pareuchontha albipes  (Maassen, 1890)
- Pareuchontha fuscivena Miller, 2008
- Pareuchontha grandimacula  (Dognin, 1902)
- Pareuchontha olibra Miller, 2008